# Luis Tomasino
Luis Tomasino, sacerdote del oratorio, nació en Aix en Provence el 28 de agosto de 1619 y descendía de una antigua y distinguida familia. Fue educado en el oratorio y a los 14 años entró en la congregación: fue eminente en teología y en materias eclesiásticas. En 1654 fue llamado a París donde empezó y continuó con gran aplauso las conferencias de teología positiva. Su reputación le mereció que el Papa Inocencio XI quisiera llevarle a su lado a Roma para servirse de él, pero Luis XIV se opuso manifestando que no debía salir de su reino. Murió el año 1695, el 25 de diciembre, a los 77 años.
A sus grandes conocimientos, este sabio reunía la mayor modestia y un completo desprecio a las vanidades mundanas; siendo además tan caritativo que daba a los pobres la mitad de la pensión de mil libras que le daba el clero.

## Obra
Tenemos gran número de obras de Tomasino. La más considerable y en que trata de todas las dignidades, órdenes, funciones y deberes eclesiásticos es la titulada: Antigua y moderna disciplina de la Iglesia, respecto a los beneficios y beneficiados. Se imprimió en tres volúmenes en folio en los años 1678, 1679 y 1781 respectivamente cada tomo. Queriendo Inocencio XI manifestar su deseo de servirse de ella para el gobierno de la Iglesia, le comprometió a que lo tradujera al latín, lo cual verificó en 1706. 
Tomasino dio varios tratados sobre objetos particulares de la disciplina eclesiástica: 
- del oficio divino
- de las fiestas
- de los ayunos
- de la verdad y de la mentira
- de la limosna
- del negocio y de la usura

También existen otras obras inéditas, y entre ellas una llamada: Observaciones sobre los cánones apostólicos y sobre los concilios en la cual se ocupa de los concilios de Elvira, de Ancira, de Nocesarea, de Laodicea, de Nicea y algunos otros de los más célebres de Francia, tales como los de Riez, de Orange, de Arlès, de Agda, de Orleans, etc. y varios de los de España. Esta obra es digna del autor de la Disciplina eclesiástica.